# Hartswood Films
Hartswood Films — британская телевизионная компания, основанная Берил Верчью. Телекомпания известна производством таких комедий, как Мужчины ведут себя плохо, Законно ли это? и Сцепление. Также компания выпустила мини-сериал Джекилл и несколько документальных фильмов.
В 2009 году компания Hartswood открыла в Кардиффе производственный офис, работающий вместе с BBC Cymru Wales, «деревней драм» в Заливе Кардифф. Первой работой компании, произведенной на базе Кардифф стал телесериал Шерлок, снятый совместно со Стивеном Моффатом и Марком Гэттисом.